# Andrij Wassyljew
Andrij Andrijowytsch Wassyljew (ukrainisch Андрій Андрійович Васильєв; * 13. April 2001) ist ein ukrainischer Leichtathlet, der sich auf den Sprint spezialisiert hat.

## Sportliche Laufbahn
Erste internationale Erfahrungen sammelte Andrij Wassyljew im Jahr 2018, als er bei den U18-Balkan-Meisterschaften in Istanbul in 10,96 s die Goldmedaille im 100-Meter-Lauf gewann. Anschließend belegte er bei den U18-Europameisterschaften in Győr in 10,83 s den siebten Platz und gelangte dann bei den Olympischen Jugendspielen in Buenos Aires auf den 36. Platz. 2020 gewann er bei den U20-Balkan-Meisterschaften in Istanbul in 10,47 s die Silbermedaille über 100 Meter und siegte zudem in 41,55 s mit der ukrainischen 4-mal-100-Meter-Staffel. Im Jahr darauf schied er bei den U23-Europameisterschaften in Tallinn mit 10,49 s in der ersten Runde im Einzelbewerb aus und gewann mit der Staffel in 39,45 s die Bronzemedaille hinter den Teams aus Deutschland und Spanien. 2022 verpasste er bei den Balkan-Meisterschaften in Craiova mit 10,85 s den Finaleinzug über 100 Meter und belegte mit der Staffel in 39,95 s den vierten Platz. Daraufhin startete er mit der Staffel bei den Europameisterschaften in München und kam dort mit 39,62 s nicht über den Vorlauf hinaus. 2023 wurde er bei der 2. Liga der Team-Europameisterschaft im Zuge der Europaspiele in Chorzów in 10,41 s Vierter über 100 Meter und siegte mit der Staffel in 39,03 s. Anschließend belegte er bei den U23-Europameisterschaften in Espoo in 10,41 s den siebten Platz im Einzelbewerb und verpasste mit der Staffel mit 40,01 s den Finaleinzug. Kurz darauf gewann er bei den Balkan-Meisterschaften in Kraljevo in 10,44 s die Silbermedaille über 100 Meter hinter dem Österreicher Markus Fuchs. Im Jahr darauf verpasste er bei den Balkan-Meisterschaften in Izmir mit 10,57 s den Finaleinzug über 100 Meter und kam mit der Staffel nicht ins Ziel.
2023 wurde Wassyljew ukrainischer Meister im 100-Meter-Lauf sowie in der 4-mal-100-Meter-Staffel.

## Persönliche Bestzeiten
- 100 Meter: 10,34 s (+0,4 m/s), 27. Mai 2023 in Lwiw
  - 60 Meter (Halle): 6,61 s, 6. Januar 2024 in Kiew
- 200 Meter: 21,52 s (+0,3 m/s), 28. Mai 2023 in Lwiw